# Segona carta de Pere
La Segona carta de Pere és un llibre del Nou Testament de la Bíblia, tradicionalment atribuït a sant Pere, però en els temps moderns considerat com anònim.
Segons diu la mateixa epístola, va ser escrita per l'apòstol Pere, o un testimoni presencial del ministeri de Jesús. L'autor critica els «falsos mestres» que distorsionen la fe, la tradició apostòlica. Explica que Déu ha retardat la Segona Vinguda perquè més persones tinguin l'oportunitat de rebutjar el mal i trobar la salvació. Es demana als cristians d'esperar pacientment la parusia, i estudiar les Escriptures.

## Autoria
La carta s'obre mitjançant la identificació de l'autor com "Simó Pere, servent i apòstol de Jesucrist". En altres llocs, l'autor es presenta clarament com l'apòstol Pere, indicant que el Senyor li va revelar la seva pròpia mort (2 Pere 1:14), que va ser un testimoni presencial de la Transfiguració (2 Pere 1:16-18), que abans havia escrit una altra carta a la mateixa audiència (2 Pere 3:1) referint-se a la Primera carta de Pere), i es va referir a Pau com el "nostre estimat germà" (2 Pere 3:15).
Encara que la carta pretén ser una obra de l'apòstol, la majoria d'erudits bíblics han arribat a la conclusió que Pere no és l'autor, i consideren l'epístola pseudoepigràfica. Entre altres motius, per:
- Les seves diferències lingüístiques amb la Primera de Pere.
- L'ús de l'epístola de Judes escrita entre els anys 80 i 100.
- Les possibles al·lusions al Gnosticisme del segle ii.
- L'angoixa arran d'un retard de la parusia del Senyor.
- L'autor suposa que el seu públic està familiaritzat amb diverses epístoles Paulines (2 Pere 3:15-16)
- La seva generació apostòlica ha passat (2 Pere 3:4), i
- La seva diferenciació entre ell i "els apòstols del Senyor i Salvador" (2 Pere 3:2).

Una minoria d'acadèmics estan en desacord amb aquesta posició i donen suport d'una autèntica autoria de Pere. Argumenten que l'autor no utilitza la narrativa en primera persona, que segons Donald Guthrie era típica en la literatura pseudoepigràfica. Alguns detalls del relat de la Transfiguració difereixen dels evangelis sinòptics. L'ús poc freqüents del títol, "el nostre estimat germà," que es dona a Pau, on més tard la literatura utilitza altres títols com "Pau el beneït", "el beneït i gloriós Pau".
- Daniel Wallace escriu que, per a la majoria dels experts, "la qüestió de l'autoria ja està resolt, almenys negativament: l'apòstol Pere no va escriure aquest carta "i que" la gran majoria dels estudiosos del Nou Testament adopta aquesta perspectiva de ... ".[2]
- Werner Kümmel exemplifica aquesta posició, declarant: "És cert, per tant, que la II de Pere no és un original de Pere, i això està avui àmpliament reconegut.",[3]
- Stephen L Harris, que estableix que "pràcticament cap autoritat sobre Sant Pere no defensa la seva autoria de la segona de Pere."[4]

Historiadors evangèlics com D.A. Carson i Douglas J. Moo han escrit que "la majoria dels estudiosos moderns no creuen que l'apòstol Pere hagués escrit aquesta carta. De fet, tampoc cap altra carta del Nou Testament, hi ha un ampli consens de què la persona que diu ser l'autor, no podia, de fet, ser l'autor".

## Data
La datació d'aquesta epístola ha resultat molt polèmica. Comentaris i llibres de referència han datat aquesta obra entre l'any 60 i 160 dC. La qüestió de l'autoria i la data estan estretament relacionades. Evidentment, si l'apòstol Pere va escriure aquesta epístola hauria estat escrita abans de la seva mort l'any 65-67 dC. Per contra, si la carta és posterior a aquesta data no pot haver estat escrita per Pere.
Malgrat alguns erudits daten aquesta carta entre els anys 60 a 80 la majoria d'estudiosos consideren que l'epístola va ser escrita entre el 100-150 dC, i, per tant, sostenen que és pseudoepigràfica.

## Destinataris
Dels destinataris, es pot dir que estan familiaritzats tant amb les Escriptures com amb les tradicions apocalíptiques jueves, que l'autor cita sense haver-les d'explicar. També es pot dir que tenen coneixements d'algunes doctrines gregues sobre l'aigua com a origen del món i el foc com destructor final. Aquest indicis fan pensar en un ambient jueu-cristià hel·lenístic, que podria ser de la ciutat d'Alexandria, centre important de cultura hel·lenística amb una nombrosa presència de jueus. De fet l'església d'Alexandria fou la primera que acceptà la Segona carta de Pere com també altres escrits igualment amb el nom de Pere (Evangeli de Pere, Apocalipsi de Pere).

## Contingut
Malgrat la seva forma epistolar, visible sobretot en la salutació inicial, aquesta carta pertany en realitat a un altre gènere literari, el «testament» o «discurs de comiat», que consisteix en atribuir a personatges famosos un discurs de comiat abans de la seva mort. Trobem exemples a l'Antic Testament (Gn 47,29-49,33; Dt 29-33; 1 Sa 12) i al Nou Testament (Jn 13-17; Ac 20,17-35). Els textos que pertanyen a aquest gènere parlen normalment d'una persona que és a punt de morir, reuneix els seus familiars o deixebles i els fa recomanacions importants per al seu futur, que es basen en un record de fets passats, en particular de la vida del qui parla. A 2 Pe hi ha els elements d'aquest gènere: l'al·lusió a la proximitat de la mort de l'autor (2 Pe 1,14), el record d'exemples de la història d'Israel (2 Pe 3,6) i de la seva pròpia vida (2 Pe 1,16), l'advertiment seriós sobre perills futurs (2 Pe 2,1-22) i acaba amb unes exhortacions per al futur com la necessitat de mantenir-se ferms fins a l'arribada del Senyor (2 Pe 3,1-18).
Una bona part de 2 Pe és de caràcter marcadament polèmic. Comença presentant a falsos mestres que estan a punt de pervertir la comunitat tot prometent-li una falsa llibertat que l'està portant a apartar-se de la fe cristiana. La seva falsa doctrina és al mateix temps teòrica i pràctica: en l'àmbit teològic neguen la divinitat de Jesús (2,1) i en el camp moral cometen tota mena de disbauxes (2,13-14). Per mantenir-se ferm en la fe en Jesús cal que arribem a conèixer Jesús. Es repeteix molt sovint el tema de la fe com a coneixement. Però aquest coneixement ens ha d'encaminar cap a l'amor fratern (1,5-8) tal com ha estat revelat per Jesús salvador (1,14-18), l'autoritat dels primers cristians (1,12-16.18), dels apòstols (3,2), dels profetes de l'Antic Testament (1,19-21; 3,2), de la 1 Pe (3,1) i de les cartes de Pau (3,15-16).
L'epístola dona onze referències a l'Antic Testament. A 3:15, 16 es fa referència a unes epístoles de Pau, que alguns han identificat com a 1 Tessalonicencs 4:13 - 5:11.
El llibre també comparteix una sèrie de passatges amb la Carta de Judes, per exemple, 1:5 amb Judes 3; 1:12 amb Judes 5; 3:2 amb Judes 17; 3:14 amb Judes 24, i 3:18 amb Judes 25. La Segona carta de Pere es diferencia de la Carta de Judes en què té més arguments per rebatre els errors dels falsos mestres, que té més exemples de l'Antic Testament (Noè i Lot) i que ha prescindit dels textos extrets de la literatura intertestamentària, com el llibre d'Henoc, l'Ascensió de Moisès i el Testament de Moisès.
El Tàrtar s'esmenta en 2 Pere 2:4 a on Déu té reclosos a determinats àngels caiguts reservats per al dia del judici. En Judes 6 diu exactament el mateix. Però Judes 6, és una clara referència al Llibre d'Henoc.
Sembla que l'autor, fa seves algunes de les idees gregues, sobre l'aigua com a origen de la terra i que la terra i el cel seran destruïts pel foc en el dia del Judici Final (2 Pere 3:5).